# Rodolphe Seeldrayers
Rodolphe William Seeldrayers (16. december 1876 i Düsseldorf – 7. oktober 1955 i Bruxelles) var en belgisk advokat og fodboldspiller og senere præsident for Racing Club Bruxelles. Han var også med til at etablere Belgiens fodboldforbund. Han fungerede desuden som vicepræsident for FIFA i 27 år under den daværende præsident Jules Rimet, hvorefter han blev FIFA's fjerde præsident. En post han besad frem til sin død året efter.